# 阿迪杰河畔皮亚琴察
阿迪杰河畔皮亚琴察（義大利語：Piacenza d'Adige），是意大利威尼托大区帕多瓦省的一个市镇。总面积18.59平方公里，人口1415人，人口密度76.1人/平方公里（2009年）。国家统计（ISTAT）代码为028062。